# Batalha de Paris

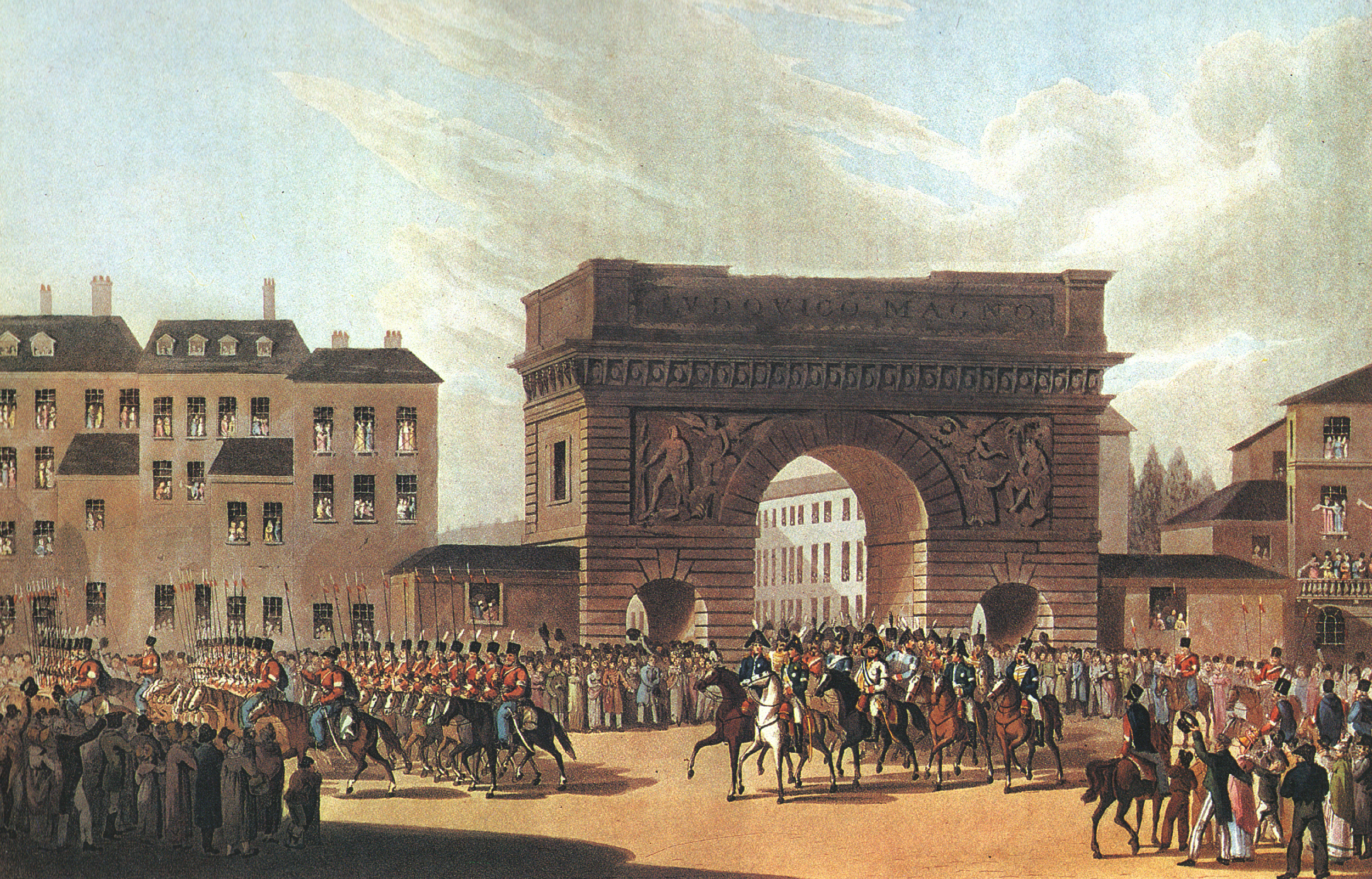
Tropas russas marchando em Paris, 1814.

A Batalha de Paris foi um combate travado entre 30 e 31 de março de 1814 durante a Guerra da Sexta Coalizão.
Ao fim de março de 1814, após um ano de luta além de suas fronteiras, o imperador Napoleão Bonaparte viu-se forçado a recuar para o interior da França. Enquanto ele tomava refúgio no interior e se preparava para continuar a resistir, a capital francesa, Paris, foi ameaçada por tropas russas, austríacas e prussianas. A defesa da cidade estava a cargo do irmão de Napoleão, José Bonaparte.
No dia 30, as forças da Coalizão convergiram sobre Paris. Os russos foram bem sucedidos em tomar Romainville, no meio das linhas francesas. Horas depois, o marechal prussiano Blücher atacou pelo norte e tomou Aubervilliers, mas não prosseguiu além disso. Enquanto isso, tropas de Estados alemães menores, como Württemberg, avançaram e firmaram posição no sul, em Saint-Maur. Aproveitando o bom momento, os russos lançaram-se num ataque frontal, mas foram repelidos pela Guarda Imperial francesa. Estes soldados continuaram a segurar a linha até que os prussianos chegaram e atacaram por trás. O exército russo então firmou-se nas colinas de Montmartre, um grande posto defensivo onde José Bonaparte havia montado seu quartel-general. Frente aos progressos do inimigo, José fugiu da cidade. O marechal francês Auguste de Marmont então assinou um acordo com o comando das forças aliadas e acertou a rendição das tropas imperiais em Paris. No fim do dia 31 de março, soldados da Coalizão marchavam pela capital francesa.
Ao saber da rendição de Paris, Napoleão ficou furioso. Ele estava em Fontainebleau quando recebeu a notícia e se pôs de prontidão para avançar sobre a capital e reconquistar a cidade, mas seus marechais se recusaram. A 4 de abril, o imperador abdicava em favor do filho, mas as potências europeias se recusaram a reconhecer a sucessão e impuseram a Napoleão o chamado Tratado de Fontainebleau, no dia 11 do mesmo mês, que exigia a desistência completa do seu direito ao trono e o mandava para o exílio na ilha de Elba. Um Bonaparte relutante ratificou o tratado dois dias depois, encerrando a guerra da Sexta Coalizão.